# Diskografie The Rasmus
Toto je seznam vydané diskografie finské rockové skupiny The Rasmus.

## Alba

### Studiová alba
| Peep                                                                                    | - Vydáno: 23. září 1996 - Vydavatelství: Warner       | 16 | —  | —  | —  | —  | —  | —  | —  | —  | —  | |
| Playboys                                                                                | - Vydáno: 29. srpna 1997 - Vydavatelství: Warner      | 5  | —  | —  | —  | —  | —  | —  | —  | —  | —  | |
| Hell of a Tester                                                                        | - Vydáno: 2. listopadu 1998 - Vydavatelství: Warner   | 16 | —  | —  | —  | —  | —  | —  | —  | —  | —  | |
| Into                                                                                    | - Vydáno: 29. října 2001 - Vydavatelství: Playground  | 1  | —  | —  | —  | —  | —  | —  | —  | —  | —  | - IFPI FIN: 2× Platinum                                                                                |
| Dead Letters                                                                            | - Vydáno: 21. března 2003 - Vydavatelství: Playground | 1  | 1  | 20 | 3  | 1  | 22 | 29 | 17 | 1  | 10 | - IFPI FIN: 2× Platinum - BPI: Gold - BVMI: Platinum - GLF: Gold - IFPI AUT: Gold - IFPI SWI: Platinum |
| Hide from the Sun                                                                       | - Vydáno: 12. září 2005 - Vydavatelství: Playground   | 1  | 4  | 35 | 29 | 3  | 18 | 27 | 16 | 5  | 65 | - IFPI FIN: Platinum                                                                                   |
| Black Roses                                                                             | - Vydáno: 26. září 2008 - Vydavatelství: Playground   | 1  | 22 | —  | —  | 13 | 38 | 51 | 32 | 22 | —  | - IFPI FIN: Gold                                                                                       |
| The Rasmus                                                                              | - Vydáno: 18. dubna 2012 - Vydavatelství: Universal   | 3  | 23 | —  | —  | 26 | —  | —  | —  | 46 | —  | - IFPI FIN: Gold                                                                                       |
| Dark Matters                                                                            | - Vydáno: 6. října 2017 - Vydavatelství: Playground   | 7  | 47 | —  | —  | 61 | —  | —  | —  | 52 | —  | |
| Rise                                                                                    | - Vydáno: 23. září 2022 - Vydavatelství: Playground   | 4  | —  | —  | —  | 34 | —  | —  | —  | 37 | —  | |
| "—" značí, že se nahrávka neumístila v hitparádách nebo v tomto území ani nebyla vydána |                                                       |    |    |    |    |    |    |    |    |    |    | |

### Kompilační alba
| Název                | Detaily o albu                                          | Umístění v hitparádě | Certifikace          |
| Název                | Detaily o albu                                          | FIN                  | Certifikace          |
| -------------------- | ------------------------------------------------------- | -------------------- | -------------------- |
| Hell of a Collection | - Vydáno: 2001 - Vydavatelství: Warner                  | 2                    | - IFPI FIN: Platinum |
| Best of 2001–2009    | - Vydáno: 2. listopadu 2009 - Vydavatelství: Playground | 8                    |                      |

### Video alba
| Název                  | Detaily o albu                                                           |
| ---------------------- | ------------------------------------------------------------------------ |
| Live Letters           | - Vydáno: 6. prosince 2004 - Vydavatelství: Playground Music Scandinavia |
| Live 2012 / Mysteria   | - Vydáno: prosinec 2012 - Vydavatelství: Shadowland Ltd.                 |
| Live 2012 / Volume II. | - Vydáno: prosinec 2013 - Vydavatelství: Shadowland Ltd.                 |

## Singly
| "Blue"                                                                                  | 1997 | 3  | —  | —  | —  | —  | —  | —  | —  | —  | —  |                                                                            | Playboys          |
| "Kola"                                                                                  | 1997 | —  | —  | —  | —  | —  | —  | —  | —  | —  | —  |                                                                            | Playboys          |
| "Playboys"                                                                              | 1997 | —  | —  | —  | —  | —  | —  | —  | —  | —  | —  |                                                                            | Playboys          |
| "Ice"                                                                                   | 1998 | 2  | —  | —  | —  | —  | —  | —  | —  | —  | —  |                                                                            | Playboys          |
| "Liquid"                                                                                | 1998 | 2  | —  | —  | —  | —  | —  | —  | —  | —  | —  |                                                                            | Hell of a Tester  |
| "Swimming with the Kids"                                                                | 1999 | 16 | —  | —  | —  | —  | —  | —  | —  | —  | —  |                                                                            | Hell of a Tester  |
| "F-F-F-Falling"                                                                         | 2001 | 1  | —  | —  | —  | —  | —  | —  | —  | —  | —  | - IFPI FIN: Platinum                                                       | Into              |
| "Chill"                                                                                 | 2001 | 2  | —  | —  | —  | —  | —  | —  | —  | —  | —  | - IFPI FIN: Gold                                                           | Into              |
| "Madness"                                                                               | 2001 | 2  | —  | —  | —  | —  | —  | —  | —  | —  | —  |                                                                            | Into              |
| "Heartbreaker/Days"                                                                     | 2002 | 1  | —  | —  | —  | —  | —  | —  | —  | —  | —  |                                                                            | Into              |
| "In the Shadows"                                                                        | 2003 | 1  | 2  | 6  | 6  | 1  | 2  | 6  | 2  | 2  | 3  | - IFPI FIN: Gold - BPI: Gold - BVMI: Platinum - GLF: Gold - IFPI SWI: Gold | Dead Letters      |
| "In My Life"                                                                            | 2003 | 2  | —  | 55 | —  | —  | —  | 51 | —  | —  | —  |                                                                            | Dead Letters      |
| "First Day of My Life"                                                                  | 2003 | 4  | 9  | 31 | —  | 6  | 12 | 28 | 31 | 20 | 50 |                                                                            | Dead Letters      |
| "Funeral Song (The Resurrection)"                                                       | 2004 | 2  | 32 | —  | —  | 24 | 44 | —  | —  | 54 | —  |                                                                            | Dead Letters      |
| "Guilty"                                                                                | 2004 | 2  | 32 | 67 | —  | 20 | 39 | 58 | —  | 43 | 15 |                                                                            | Dead Letters      |
| "No Fear"                                                                               | 2005 | 1  | 16 | 56 | 41 | 13 | 19 | 17 | 23 | 44 | 43 |                                                                            | Hide from the Sun |
| "Sail Away"                                                                             | 2005 | 2  | 53 | 68 | —  | 34 | 46 | 74 | 58 | 51 | 94 |                                                                            | Hide from the Sun |
| "Shot"                                                                                  | 2006 | 6  | 49 | —  | —  | 46 | —  | 91 | —  | —  | —  |                                                                            | Hide from the Sun |
| "Livin' in a World Without You"                                                         | 2008 | 1  | 26 | —  | —  | 14 | —  | —  | —  | 78 | —  |                                                                            | Black Roses       |
| "Justify"                                                                               | 2009 | —  | 61 | —  | —  | 56 | —  | —  | —  | —  | —  |                                                                            | Black Roses       |
| "October & April" (feat. Anette Olzon)                                                  | 2009 | 3  | —  | —  | —  | 79 | —  | —  | —  | —  | —  |                                                                            | Best of 2001–2009 |
| "I'm a Mess"                                                                            | 2012 | —  | —  | —  | —  | —  | —  | —  | —  | —  | —  |                                                                            | The Rasmus        |
| "Stranger"                                                                              | 2012 | —  | —  | —  | —  | —  | —  | —  | —  | —  | —  |                                                                            | The Rasmus        |
| "Mysteria"                                                                              | 2012 | —  | —  | —  | —  | —  | —  | —  | —  | —  | —  |                                                                            | The Rasmus        |
| "Paradise"                                                                              | 2017 | —  | —  | —  | —  | —  | —  | —  | —  | —  | —  |                                                                            | Dark Matters      |
| "Silver Night"                                                                          | 2017 | —  | —  | —  | —  | —  | —  | —  | —  | —  | —  |                                                                            | Dark Matters      |
| "Something in the Dark"                                                                 | 2017 | —  | —  | —  | —  | —  | —  | —  | —  | —  | —  |                                                                            | Dark Matters      |
| "Wonderman"                                                                             | 2017 | —  | —  | —  | —  | —  | —  | —  | —  | —  | —  |                                                                            | Dark Matters      |
| "Nothing"                                                                               | 2018 | —  | —  | —  | —  | —  | —  | —  | —  | —  | —  |                                                                            | Dark Matters      |
| "Holy Grail"                                                                            | 2018 | —  | —  | —  | —  | —  | —  | —  | —  | —  | —  |                                                                            | Singl bez alb     |
| "Bones"                                                                                 | 2021 | —  | —  | —  | —  | —  | —  | —  | —  | —  | —  |                                                                            | Rise              |
| "Venomous Moon" (s Apocalyptica)                                                        | 2021 | —  | —  | —  | —  | —  | —  | —  | —  | —  | —  |                                                                            | Rise              |
| "Jezebel"                                                                               | 2022 | 4  | —  | —  | —  | —  | —  | —  | —  | —  | —  |                                                                            | Rise              |
| "Rise"                                                                                  | 2022 | —  | —  | —  | —  | —  | —  | —  | —  | —  | —  |                                                                            | Rise              |
| "Live and Never Die"                                                                    | 2022 | —  | —  | —  | —  | —  | —  | —  | —  | —  | —  |                                                                            | Rise              |
| "—" značí, že se nahrávka neumístila v hitparádách nebo v tomto území ani nebyla vydána |      |    |    |    |    |    |    |    |    |    |    |                                                                            |                   |

## Videoklipy
| Rok  | Název                                                           | Režisér                                             |
| ---- | --------------------------------------------------------------- | --------------------------------------------------- |
| 1996 | "Funky Jam"                                                     | The Rasmus & Teja Kotilainen                        |
| 1997 | "Playboys"                                                      | The Rasmus & Illka Herkman                          |
| 1998 | "Liquid"                                                        | Viljami Eronen                                      |
| 2001 | "F-F-F-Falling"                                                 | Miikka Lommi                                        |
| 2001 | "Chill"                                                         | The Rasmus                                          |
| 2003 | "In the Shadows" (Finnish "Bandit" version)                     | Finn Andersson for Film Magica Oy                   |
| 2003 | "In My Life"                                                    | Niclas Fronda & Fredrik Löfberg, Baranga Film/Topaz |
| 2003 | "In the Shadows" (European "Crow" version)                      | Niclas Fronda & Fredrik Löfberg, Baranga Film       |
| 2003 | "First Day of My Life"                                          | Sven Bollinger                                      |
| 2004 | "In the Shadows" (US/UK "Mirror" version)                       | Philipp Stölzl                                      |
| 2004 | "Funeral Song"                                                  | Niclas Fronda & Fredrik Löfberg, Baranga Film       |
| 2004 | "Guilty"                                                        | Nathan Cox                                          |
| 2005 | "No Fear"                                                       | Jörn Heitmann                                       |
| 2005 | "Sail Away"                                                     | Mathias Vielsäcker & Christoph Mangler              |
| 2006 | "Shot"                                                          | Sandra Marschner                                    |
| 2007 | "Immortal"                                                      | The Rasmus                                          |
| 2008 | "Livin' in a World Without You"                                 | Niclas Fronda                                       |
| 2008 | "Justify"                                                       | Owe Lingvall (Pauli Rantasalmi's idea)              |
| 2009 | "October & April" (feat. Anette Olzon z Nightwish)              | Owe Lingvall                                        |
| 2009 | "Your Forgiveness"                                              | The Rasmus                                          |
| 2012 | "I'm a Mess"                                                    | Jopsu Ramu - Timo Ramu                              |
| 2012 | "Somewhere"                                                     | The Rasmus                                          |
| 2012 | "Stranger"                                                      | Aku Louhimies                                       |
| 2012 | "Mysteria"                                                      | Miikka Lommi                                        |
| 2017 | "Paradise"                                                      | Gustav Olsson                                       |
| 2017 | "Wonderman"                                                     | Jesse Haaja                                         |
| 2017 | "Silver Night"                                                  | Vesa Manninen                                       |
| 2018 | "Nothing"                                                       | Eero Heinonen                                       |
| 2021 | "Venomous Moon" (s Apocalyptica)                                | Vertti Virkajärvi                                   |
| 2022 | "Jezebel"                                                       | Jesse Haaja                                         |
| 2022 | "Rise"                                                          | Heikki Slåen                                        |
| 2022 | "Live And Never Die"                                            | Georgius Misjura & Aleksei Kulikov                  |
| 2022 | "In The Shadows Of Ukraine" collaboration with Kalush Orchestra | Leonid Kolosovskyi                                  |
| 2023 | "Fireflies (ft. Charles Ands)"                                  | Jesús Meneses                                       |